# Sebouh Hovnanian
Sebouh Hovnanian (né à Beyrouth en 1947) est un homme politique libanais d’origine arménienne.
Membre du parti Dashnak (Tachnag), il est élu député arménien orthodoxe du Metn en 1996 au sein de la liste prosyrienne dirigée par Michel Murr. Il est réélu à ce poste en 2000, malgré des soupçons de fraude électorale à Bourj Hammoud, le fief arménien de la région.
Il occupe le poste de ministre de la Jeunesse et des Sports entre 2000 et 2005 au sein des gouvernements de Rafiq Hariri et Omar Karamé. En 2001, il dissout le comité exécutif de la Fédération libanaise de football à la suite d'une affaire de matchs truqués dans le championnat de division 1.
Il cède son siège de député en 2005 en faveur de son camarade de parti, Hagop Pakradounian, élu sur la liste d’alliance entre Michel Aoun et Michel Murr. 